# Mirificus Eventus
Die Apostolische Konstitution Mirificus Eventus, die Papst Paul VI. am 7. Dezember 1965 erließ, war die Verkündung eines außerordentlichen Jubiläums in allen katholischen Diözesen des Erdkreises, welches für den Zeitraum vom  1. Januar 1966 bis zum 29. Mai 1966 ausgerufen wurde.

## Abschluss des Konzils
Zum Abschluss des Zweiten Vatikanischen Konzils sah sich Papst Paul VI. veranlasst ein besonderes Gedenken an die vergangenen vier Jahre einzuleiten. Er erinnert an das Heilige Jahr, welches 1950 mit der päpstlichen Bulle „Iubilaeum maximum“ vom 26. Mai 1949, durch seinen Vorgänger Papst Pius XII., ausgerufen worden war. Dieser, so schreibt Paul VI. habe, so wie auch er, den guten Geist und die Erneuerung der Seelen beschworen und vom Zeugnis der Kraft berichtet. Auch die Männer dieses Konzils hätten sich von den vergänglichen Gütern dieser Erde abgewandt und hätten die Stimme der Kirche gehört. Dieses außerordentliche Jubiläum gelte als Dank für die Arbeit und Beschlüsse des Konzils, welches durch die Sendung des heiligen Geistes und der tatkräftigen Mitarbeit der Konzilsteilnehmer erreicht worden sei. Der Wunsch, den er in seiner Antrittsenzyklika „Ecclesiam suam“ vom 6. August 1964 ausgesprochen habe, habe sich nun mit großer Dankbarkeit erfüllt.

## An die Bischöfe
Den Bischöfen, die nun in ihre Diözesen zurückgekehrt seien, trägt er auf, in ihren Kathedralen den Segen des Papstes zu spenden. Hierzu führt er aus: 

„Die Kathedrale ist auch das mächtige Symbol der sichtbaren Kirche Christi, die auf dieser Erde betet, singt und anbetet; d. h., sie ist als Bild jenes mystischen Leibes zu verstehen, dessen Glieder zum Gefüge der Nächstenliebe werden, das durch die Betauung mit den himmlischen Gaben genährt wird. (Mirificus Eventus, Nr. 72,)“

## Die Kathedralen
Er hob besonders die Bedeutung der Diözesankathedralen hervor, in dem er sie als architektonische und geistige Tempel und als die sichtbare Kirche Christi pries und ehrte. Den Beichtvätern legte er besondere Bußregeln auf, die sie in bestimmten Fällen wie der Verletzung von kanonischen Regeln, in Fällen von Ketzerei und Mitgliedschaft in freimaurische Vereinigungen beachten sollten. In besonderen Fällen konnte ein Ablass gewährt werden.